# PGC 2024741
LEDA/PGC 2024741 ist eine Galaxie im Sternbild Großer Bär am Nordsternhimmel und ist schätzungsweise 431 Millionen Lichtjahre von der Milchstraße entfernt. Im selben Himmelsareal befinden sich u. a. die Galaxien NGC 3871, NGC 3878, IC 2958, IC 2959.